# Championnat des Îles Turques-et-Caïques de football 2014-2015
Navigation
Édition précédente Édition suivante
La saison 2014-2015 du championnat des Îles Turques-et-Caïques de football est la dix-septième édition de la WIV Provo Premier League, le championnat de première division des Îles Turques-et-Caïques.
L'AFC Academy, tenant du titre, conserve son titre en 2015.

## Les équipes participantes
Après seulement une rencontre, le Trailblazers FC fusionne avec Flamingo qui n'avait pas encore démarré sa saison. La nouvelle entité connue sous le nom de Mango Reef Trailblazers dispute un match avant de déclarer forfait pour l'ensemble de la saison.
| \| Providenciales : AFC Academy Beaches FC Cheshire Hall Flamingo FC Rozo FC SWA Sharks Trailblazers FC Providenciales \| Localisation des équipes engagées. |
| Providenciales : AFC Academy Beaches FC Cheshire Hall Flamingo FC Rozo FC SWA Sharks Trailblazers FC Providenciales                                          |

| Équipe          | Classement 2014 | Ville (île)                                      | Stade                  |
| --------------- | --------------- | ------------------------------------------------ | ---------------------- |
| AFC Academy     | Champion        | Providenciales (Providenciales)                  | TCIFA National Academy |
| Cheshire Hall   | 2e              | Cheshire Hall and Richmond Hill (Providenciales) | TCIFA National Academy |
| Rozo FC         | 3e              | (Providenciales)                                 | TCIFA National Academy |
| SWA Sharks      | 4e              | Grace Bay (Providenciales)                       | TCIFA National Academy |
| Beaches FC      | 5e              | Venetian Road (Providenciales)                   | TCIFA National Academy |
| Trailblazers FC | 6e              | (Providenciales)                                 | TCIFA National Academy |
| Teachers FC     | 7e              |                                                  |                        |
| Flamingo FC     | Nouvelle équipe | Five Cays & Blue Hills (Providenciales)          |                        |

Légende des couleurs
- Tenant du titre
- Nouvelle équipe

## Compétition

### Classement
Le Trailblazers FC dispute une rencontre (défaite 0-17 face à l'AFC Academy) avant d'annoncer sa fusion avec Flamingo (qui n'avait pas joué le moindre match en raison d'un manque de joueurs dans son effectif) afin de former le Mango Reef Trailblazers FC. La nouvelle entité dispute une rencontre (défaite 0-8 face aux SWA Sharks) avant de déclarer forfait pour la saison. Les deux résultats sont annulés.
De son côté, le Rozo FC est incapable d'aligner un effectif suffisant pour quatre de ses dix rencontres et subit donc autant de défaites par forfait 0-3.
Le barème de points servant à établir le classement se décompose ainsi :
- Victoire : 3 points
- Match nul : 1 point
- Défaite : 0 point

| Rang | Équipe                  | Pts                      | J                        | G                        | N                        | P                        | Bp                       | Bc                       | Diff                     |
| ---- | ----------------------- | ------------------------ | ------------------------ | ------------------------ | ------------------------ | ------------------------ | ------------------------ | ------------------------ | ------------------------ |
| 1    | AFC Academy T           | 27                       | 10                       | 9                        | 0                        | 1                        | 31                       | 8                        | +23                      |
| 2    | Beaches FC              | 18                       | 10                       | 6                        | 0                        | 4                        | 18                       | 15                       | +3                       |
| 3    | Cheshire Hall           | 14                       | 10                       | 4                        | 2                        | 4                        | 35                       | 27                       | +8                       |
| 4    | SWA Sharks              | 11                       | 10                       | 3                        | 2                        | 5                        | 28                       | 24                       | +4                       |
| 5    | Rozo FC                 | 8                        | 10                       | 2                        | 2                        | 6                        | 10                       | 26                       | -16                      |
| 6    | Teachers FC             | 8                        | 10                       | 2                        | 2                        | 6                        | 19                       | 41                       | -22                      |
| 0    | Mango Reef Trailblazers | Forfait                  | Forfait                  | Forfait                  | Forfait                  | Forfait                  | Forfait                  | Forfait                  | Forfait                  |
| 0    | Flamingo FC (N)         | Intégré aux Trailblazers | Intégré aux Trailblazers | Intégré aux Trailblazers | Intégré aux Trailblazers | Intégré aux Trailblazers | Intégré aux Trailblazers | Intégré aux Trailblazers | Intégré aux Trailblazers |

|  | Champion des Îles Turques-et-Caïques 2014-2015 |
|  | T : Tenant du titre (N) : Nouvelle équipe      |

## Bilan de la saison
| Championnat des Îles Turques-et-Caïques de football 2014-2015 |                        |
| Champion                                                      | AFC Academy (3e titre) |
| Dauphin                                                       | Beaches FC             |
| Qualifications continentales                                  |                        |
| CFU Club Championship 2016                                    | Aucun inscrit          |